# Jesús Murillo Karam

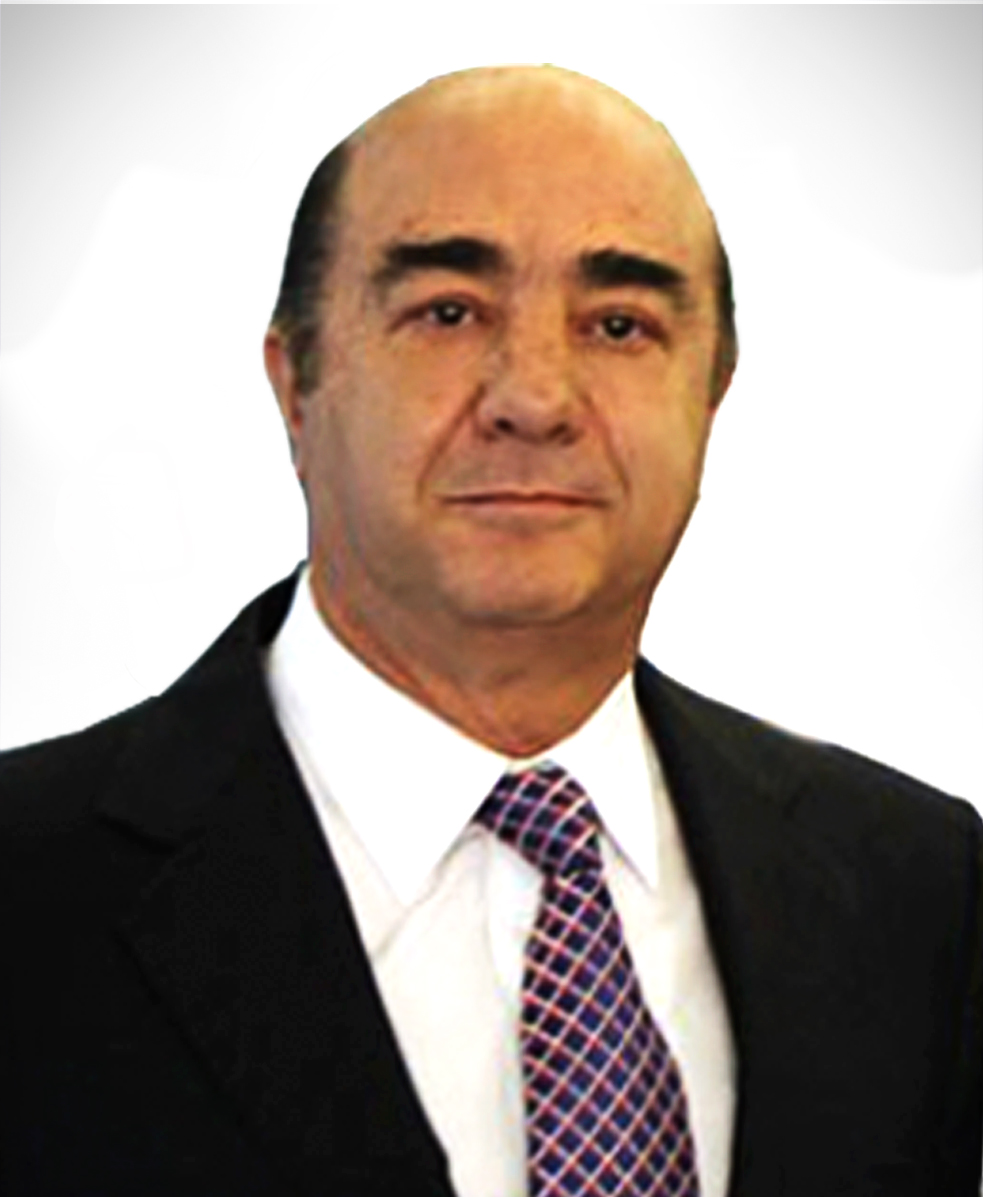
Jesús Murillo Karam

Jesús Murillo Karam (* 2. März 1947 in Real del Monte, Hidalgo) ist ein mexikanischer Jurist und Politiker.

## Politische Karriere
Murillo Karam trat 1970 in die Partei der Institutionellen Revolution (PRI) ein. Von 1993 bis 1998 war er Gouverneur des Bundesstaates Hidalgo und von 2006 bis 2012 Senator. Im Dezember 2012 ernannte ihn der Präsident Enrique Peña Nieto zum mexikanischen Generalstaatsanwalt (Procurador General de la República).
Karam trat 2015 von seinem Posten als Generalstaatsanwalt zurück.
Am 19. August 2022 wurde Karam verhaftet. Ihm werden Verschwindenlassen von Menschen, Folter und Vergehen gegen die Justizverwaltung vorgeworfen. Es geht um die Massenentführung in Iguala 2014, in dessen Folge 43 Lehramtsstudenten und sechs weitere Menschen ermordet wurden.